# Добрянский сельский совет (Великописаревский район)
Добрянский сельский совет (укр. Добрянська сільська рада) — входит в состав
Великописаревского района
Сумской области
Украины.
Административный центр сельского совета находится в 
с. Добрянское
.

## История
- ? — дата образования.
- После 17 июля 2020 года в рамках административно-территориальной реформы по новому делению Сумской области[2][3] данный сельский совет, как и весь Великописаревский район, был ликвидирован; входящие в него населённые пункты и его территории были присоединены к … территориальной общине (укр. громаде) Ахтырского района Сумской области.

## Населённые пункты совета
- с. Добрянское
- с. Сидорова Яруга

## Ликвидированные населённые пункты совета
- с. Мирное